# Leo Gavero
Leo Gavero, pseudonimo di Galileo Mugavero (Arezzo, 20 gennaio 1924 – Roma, 27 dicembre 2002), è stato un attore italiano.

## Biografia
Ha lavorato principalmente per il teatro. Il suo esordio sul grande schermo è datato 1948, in una piccola parte nel film Il corriere di ferro di Francesco Zavatta. Lo rivediamo poi con maggiore frequenza a partire dal 1962, con il film Appuntamento in Riviera di Mario Mattoli.
Fino al 1984 ha interpretato una ventina di lungometraggi di vario genere, lavorando soprattutto con Bruno Corbucci. Per il suo portamento aristocratico ed autoritario, unito ad una voce dal timbro secco e deciso, ha interpretato spesso ruoli di antagonista o di rilievo, quali politici, dirigenti, alti prelati, commissari o gangster. Ha interpretato anche il primo horror diretto da Lucio Fulci, Zombi 2.
Ha interpretato più volte il ruolo di direttore di banca. 
La sua ultima apparizione risale al 1986. 
È deceduto a Roma all'età di 78 anni.

## Filmografia

### Cinema
- O sole mio, regia di Giacomo Gentilomo (1945)
- Il corriere di ferro, regia di Francesco Zavatta (1948)
- Appuntamento in Riviera, regia di Mario Mattoli (1962)
- I 4 tassisti, regia di Giorgio Bianchi (1963)
- Peggio per me... meglio per te, regia di Bruno Corbucci (1967)
- Ciccio perdona... Io no!, regia di Marcello Ciorciolini (1968)
- Spara, Gringo, spara, regia di Bruno Corbucci (1968)
- La rivoluzione sessuale, regia di Riccardo Ghione (1968)
- Bluff - Storia di truffe e di imbroglioni, regia di Sergio Corbucci (1976)
- Un borghese piccolo piccolo, regia di Mario Monicelli (1977)
- Orazi e Curiazi 3 - 2, regia di Giorgio Mariuzzo (1977)
- Il... Belpaese, regia di Luciano Salce (1977)
- Squadra antigangsters, regia di Bruno Corbucci (1979)
- Assassinio sul Tevere, regia di Bruno Corbucci (1979)
- Zombi 2, regia di Lucio Fulci (1979)
- Uno contro l'altro, praticamente amici, regia di Bruno Corbucci (1981)
- Il ficcanaso, regia di Bruno Corbucci (1981)
- Delitto a Porta Romana, regia di Bruno Corbucci (1981)
- I miracoloni, regia di Francesco Massaro (1981)
- La casa stregata, regia di Bruno Corbucci (1982)
- Il diavolo e l'acquasanta, regia di Bruno Corbucci (1983)
- Delitto in Formula Uno, regia di Bruno Corbucci (1984)

### Televisione
- Sheridan, squadra omicidi, regia di Leonardo Cortese – miniserie TV (1967)
- Non cantare, spara, regia di Daniele D'Anza – miniserie TV (1968)
- Nero Wolfe: La bella bugiarda – serie TV (1971)
- Ferragosto OK, regia di Sergio Martino – miniserie TV (1986)
- Le volpi della notte, regia di Bruno Corbucci – film TV (1986)

## Teatro
- Ciao fantasma!, testi e regia di Scarnicci e Tarabusi, prima al Teatro Lirico di Milano il 2 ottobre 1952.
- Barbanera, bel tempo si spera, testi e regia di Scarnicci e Tarabusi, prima al Teatro Sistina di Roma l'11 ottobre 1953.
- Il Signor Puntila e il suo servo Matti, regia di Aldo Trionfo, prima al Teatro Alfieri il 29 novembre 1969.
- O Cesare o nessuno, regia di Vittorio Gassman, prima al Teatro La Pergola di Firenze il 4 dicembre 1974.

## Televisione
- La vedova allegra, operetta di Franz Lehar, regia di Mario Landi, trasmessa il 12 giugno 1955.
- Non cantare, spara (Programma Nazionale), regia di Daniele D'Anza (1968)[2]
- Giocando a golf una mattina (1969)
- Papà Goriot (Secondo Programma) di Honoré de Balzac, regia di Tino Buazzelli (1970)
- Nero Wolfe - episodio "La bella bugiarda" (1971)

Partecipò inoltre a numerose edizioni della rubrica pubblicitaria televisiva Carosello:
- nel 1962 per prodotti della Alemagna con Mimmo Craig;
- nel 1964 per la salsa Pomito della Rebaudengo, con Erminio Macario;
- dal 1966 al 1969 per il sapone per lavatrici Dixan della Henkel Italiana, con Gabriel Briand, Susanne Loret, Poldo Bendandi, Mario Molli e Gino Padelletti;
- nel periodo 1969-1975 per la Crema Belpaese, lo yogurt Certosino e Galbi-dessert, della Galbani, con Johnny Dorelli, Daniele Vargas e Dalila Di Lazzaro; per l'Asti spumante Cinzano con Sergio Fantoni, Annie Gorassini e Lorella De Luca;
- nel 1968 per la Coca Cola, con Nino Castelnuovo, Fabio Testi e Laura Antonelli;
- nel 1971 per l'aperitivo Aperol della Barbieri (fino al 2003, oggi del gruppo Campari), con Tino Buazzelli e Isabelle Marchal;
- negli anni 1975 e 1976 per la pura lana vergine (Segretariato internazionale della Lana) con Gino Bramieri ed Enzo De Toma.

## Doppiaggio

### Cinema
- Paul Müller in L'indomabile Angelica
- Asao Uchida in Tora! Tora! Tora!

### Televisione
- William Windom in La signora in giallo